# Dessewffy

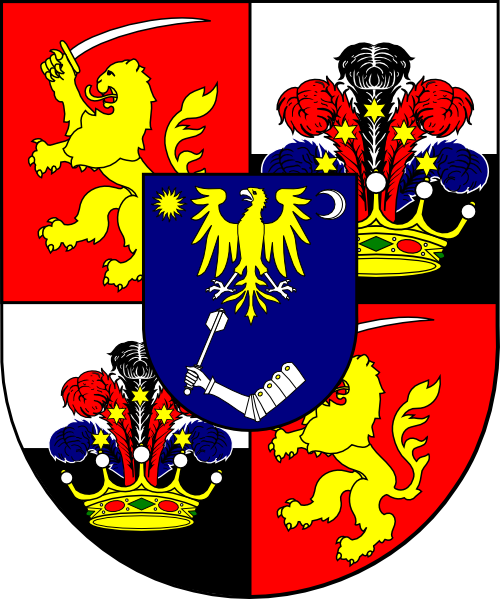
Erb

Dessewffy de Csernek et Tarkeő (z Černeku a Kamenice) je maďarský šlechtický rod původem ze Slavonie.
Prvním známým předkem je Desislaus (Deziszló, Dezső), který bojoval v bitvě u Mohi. Rod se původně jmenoval podle hradu Csernek, který vlastnil už ve 13. století.

## Významní členové rodu
- Aristid Dessewffy, generál a jeden z Aradských mučedníků
- Aurél Dessewffy (1808–1842), novinář a politik
- Aurél Dessewffy (1846–1928), politik, v letech 1906–1910 předseda Sněmovny magnátů
- Emil Dessewffy, politik a vůdce Konzervativní strany